# Hirschfeld (Brandenburg)
Hirschfeld er en kommune i landkreis Elbe-Elster i den tyske delstat Brandenburg.